# Repertoár divadla v Mladé Boleslavi v letech 1945–1966

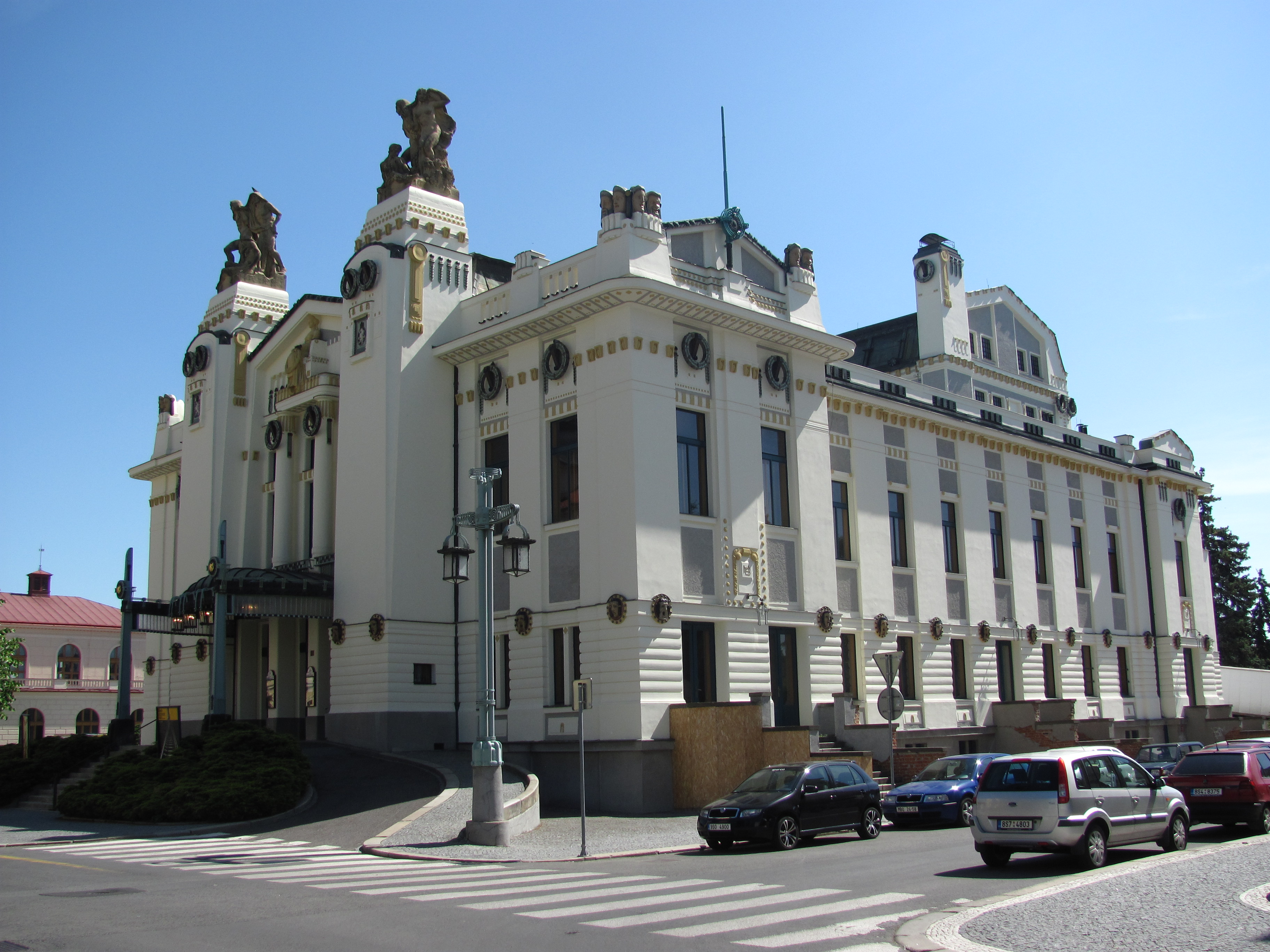
Budova mladoboleslavského divadla

Tento článek slouží jako přehled repertoáru divadla v Mladé Boleslavi od zřízení profesionální divadelní scény v roce 1945 po její sloučení s kladenským divadlem v roce 1966, kdy samostatná divadelní scéna v Mladé Boleslavi přestala existovat a divadlo se stalo pobočnou scénou Divadla Jaroslava Průchy Kladno – Mladá Boleslav (1966–1990, do roku 1994 pod názvem Středočeské divadlo Kladno – Mladá Boleslav). Seznam je rozdělen do třech sekcí podle názvu a zřizovatele divadla, vývoj repertoáru je u každé z těchto kapitol podrobněji popsán, aby bylo možné vysledovat vývoj dramaturgických tendencí repertoáru během jednotlivých období. Seznam inscenací není kompletní, jedná se o soupis významnějších divadelních her uvedených v bibliografii věnující se mladoboleslavskému divadlu, viz seznam použité literatury na konci článku.
Metodika tvorby seznamu
První kapitola (Středočeské divadlo Mladá Boleslav) uvádí seznam všech inscenací, o kterých se zmiňuje alespoň jedna z obou publikací. Druhá kapitola (Městské oblastní divadlo Mladá Boleslav) se opírá pouze o data z encyklopedie Divadelního ústavu, neboť přidaná hodnota publikace Městské divadlo Mladá Boleslav 1909–1999 není v této oblasti příliš výrazná (stať se věnuje spíše jiným tématům než repertoáru a neuvádí u inscenací letopočty). Poslední kapitola (Krajské divadlo Mladá Boleslav) naopak čerpá z publikace MDMB 1909–1999, jelikož encyklopedie Divadelního ústavu tuto éru zmiňuje pouze zkratkovitě a oproti druhé publikaci nepřináší žádné nové informace.

## Středočeské divadlo Mladá Boleslav (1945–1948)
V první sezóně provozovalo nově zřízené divadlo nově utvořené Družstvo středočeského divadla, jehož členy byla města Mladá Boleslav, Mnichovo Hradiště, Mělník, Nymburk, Poděbrady, Kolín, Český Brod, Dolní Bousov. Každé z měst platilo členské příspěvky a nově vzniklý soubor tam musel pravidelně hostovat. Při přípravě inscenací proto režiséři museli brát ohledy na menší jeviště s horším technickým vybavením. Prvním ředitelem divadla byl v této době Václav Zima, stálými režiséry Jiří Škobis a Miloš Pilát. První sezóna divadla se nesla v duchu světové a české klasiky. V druhé sezóně se ředitelem stal scénograf, režisér a příznivec české divadelní avantgardy Antonín Dvořák, díky němuž získalo divadlo mezi teatrology a kritiky pověst dramaturgicky i inscenačně objevné scény. Mladoboleslavští diváci však byli spíše konzervativní a divadlo tak muselo uvádět i ověřené klasické inscenace, které přilákaly více diváků a stabilizovaly rozpočet divadla. Po dobu působení Antonína Dvořáka ve funkci ředitele nebyla uvedena žádná sovětská hra.
- Alfréd Radok: Vesnice žen (první premiéra profesionálního souboru – 8. září 1945)
- Romain Rolland: Vlci
- Alois Jirásek: Jan Roháč
- Josef Kajetán Tyl: Tvrdohlavá žena
- Jaroslav Hašek: Osudy dobrého vojáka Švejka za světové války
- Václav Kliment Klicpera: Bělouši
- Hans Christian Andersen: Císařovy nové šaty
- William Shakespeare: Zkrocení zlé ženy
- Josef Kajetán Tyl: Strakonický dudák
- Molière: Scapinova šibalství
- Adam de la Halle: Robin a Marion
- Nikolaj Vasiljevič Gogol: Revizor
- Henrik Ibsen: Hedda Gablerová
- Vladislav Vančura: Alchymista
- Jan Drda – Antonín Dvořák: Městečko na dlani
- Jean-Paul Sartre: Počestná děvka (československá premiéra – 1947)
- John Reed: Deset dnů, které otřásly světem
- Václav Kliment Klicpera: Nová potopa světa
- George Bernard Shaw: Živnost paní Warrenové
- Vladislav Vančura: Josefina
- František Xaver Šalda: Zástupové
- Mojmír Otruba: Orfeus – a není sám
- Arnaud d'Usseau – James Gow: Hluboké kořeny
- Karel Nový: Česká bouře
- Alois Jirásek: Gero
- Jaroslav Pokorný: Most na hranicích
- Karel Čapek: Věc Makropulos
- Fráňa Šrámek: Měsíc nad řekou
- Eugene O'Neill: Farma pod jilmy

## Městské oblastní divadlo Mladá Boleslav (1948–1964)
Roku 1948 bylo Družstvo středočeského divadla rozpuštěno a zřizovatelem divadla se stal Městský národní výbor Mladá Boleslav. Do funkce ředitelky byla jmenována režisérka Eva Marie Bergerová, za jejíhož působení převládly v repertoáru divadla budovatelské hry sovětské produkce. Potlačena byla naopak ruská klasika, hrálo se jen po jednom díle Gogola a Gribojedova. V roce 1950 nahradil Bergerovou ve vedení divadla Stanislav Vyskočil, pod jehož vedením klesl počet uváděných sovětských her, hrálo se i několik klasických českých inscenací, ze západní dramatické tvorby pouze díla Molièrova, Shakespearova a Shawova. Dramaturgie divadla se změnila v polovině padesátých let 20. století (ředitelem divadla byl v té době Antonín Čelechovský), zaměřila se v rámci povolených mezí na kritiku některých nešvarů soudobé společnosti. Jeho dramaturgickou linii přebral i další ředitel Miloš Zbavitel.
Významným mezníkem v dramaturgii divadla bylo zrušení zájezdové činnosti a její nahrazení autobusovými svozy diváků z okolí, které po svém nástupu do funkce ředitele (1955) realizoval Zdeněk Jaromír Vyskočil. Režiséři a umělci díky tomuto kroku již nemuseli brát ohled na menší jeviště s horším technickým vybavením, kterým do té doby museli přizpůsobovat nově studované inscenace. Následující období se tak vyznačuje velkolepě pojatým výtvarným řešením scény a výběrem složitějších divadelních her. Divadlo se však po několik sezón potýkalo s problémem nadprodukce inscenací, které mělo špatný vliv na kvalitu hereckých výkonů. Tento problém postupně přerostl až v ostré spory mezi ředitelem a umělci. V roce 1960 proto Vyskočila ve funkci ředitele nahradil Miloš Matiášek, za jehož působení se v divadle vystřídala řada režisérů, divadlu však chyběla vůdčí osobnost potřebná pro vytvoření osobitého stylu mladoboleslavských inscenací. Repertoár tvořily většinou klasické ověřené hry bez výraznějších experimemtů.
- Leonid Maximovič Leonov: Polovčanské sady (1948)
- Ilja Grigorjevič Erenburg: Lev na náměstí (1948)
- Vladimir Nikolajevič Vasiljev: Poplach (1949)
- Oleksandr Jevdokymovyč Kornijčuk: Makar Dubrava (1949)
- Leonid Maximovič Leonov: Ljonuška (1949)
- Ivan Olbracht: Anna proletářka (1949)
- Alexandr Sergejevič Gribojedov: Hoře z rozumu (1949)
- Anton Semjonovič Makarenko: Začínáme žít (1950)
- Ilja Prachař: Hádajú sa o rozumné (1950)
- George Bernard Shaw: Vdovcovy domy (1950)
- Jaroslav Pokorný: Most na hranicích (1951)
- Maxim Gorkij: Měšťáci (1951)
- Antonín Zápotocký: Vstanou noví bojovníci (1951)
- Josef Kajetán Tyl: Jiříkovo vidění (1951)
- Josef Kajetán Tyl: Jan Hus (1951)
- Peter Karvaš: Lidé z naší ulice (1951)
- Nikolaj Vasiljevič Gogol: Revizor (1952)
- Oleksandr Jevdokymovyč Kornijčuk: Kalinový háj (1952)
- Miloslav Stehlík: Nositelé řádu (1954)
- Václav Jelínek: Skandál v obrazárně (1954)
- Friedrich Schiller: Úklady a láska (1954)
- Leon Kruczowski: Hřích (československá premiéra – 1954)
- Josef Kajetán Tyl: Strakonický dudák (1955)
- William Shakespeare: Sen noci svatojánské (1955)
- Molière: Don Juan (1956)
- William Shakespeare: Romeo a Julie (1957)
- Karel Čapek: Bílá nemoc (1958)
- Goldoni: Poprask na laguně (1958)
- Karel Čapek – Josef Čapek: Ze života hmyzu (1959)
- Alejandro Casona: Stromy umírají v sedě (1960)
- Lope de Vega: Zázračný pramen madridský (1961)
- Eduard Hončík: Není jiné cesty (1961)
- Alexej Nikolajevič Arbuzov: Irkutská historie (1961)
- Milan Kundera: Majitelé klíčů (1963)

## Krajské divadlo Mladá Boleslav (1964–1966)
Miloš Matiášek setrval ve funkci ředitele i po reformě divadelní sítě v roce 1964, v rámci které se zřizovatelem divadla stal krajský národní výbor. V roce 1965 byl do funkce opět jmenován Antonín Dvořák, který divadlo vedl již v letech 1946–1948 a v době svého opětovného jmenování působil také jako ředitel kladenského divadla. V roce 1966 bylo mladoboleslavské divadlo sloučeno s kladenským a fungovalo nadále jako Divadlo Jaroslava Průchy, přičemž vedení i administrativa nové instituce sídlila v Kladně a Mladá Boleslav byla jen pobočnou scénou. Poslední dvě inscenace samostatného Krajského divadla Mladá Boleslav byly uvedeny v lednu 1966.
Zcela se zapomíná na to, že A.D. přeměnil divadlo v MB na zájezdové – herci (z toho snad jen Rousovi bydleli v MB) trávili život v autobuse (většina bydlela v Praze), takže byli neustále nuceni pendlovat mez Kladnem a MB. Přitom na Kladně do divadla skoro nikdo nechodil, protože haviři-valciři si raději koupili operetku v Nuslích nebo na tehdejší Fidlovačce. Zároveň se – zcela neproduktivně – buď převážely kulisy – nebo se rovnou dělaly dvoje – nevím na čem se ušetřilo víc – zda na převážení, či na vyrábění...
Antonín Dvořák si usmyslel, že bude mít – dle drážďanského vzoru – 2 scény. Jaksi mu uniklo, že 1 divadlo v Drážďanech je v centru a jedno na okraji města – to nebyl pro MB a Kladno ten pravý model. 
A v celém tom marastu se pohyboval, a od zřícení divadlo zachraňoval – dramaturg – pan Říha..
Ani slovo o hercích, kteří zde začínali – jako Ota Varský, Luděk Munzar, Jiří Hálek (vynikající dr. Galén v Bílé nemoci), Jitka Čelechovská (Zachatová), Miroslav Rous, Marie Motlová, Hana Rajská, Eva Geislerová, Xena Tichá, režisér Jan Berger, etc...
Někdy v 1963 přišli Petr Herrman a Bronislav Poloczek, herečky Preislerová, Reisnerová a pak mladí absolventi DAMU – Petr Oliva, Oldřich Vízner, Michal Pavlata a Jaroslava Obermaierová, hostoval i Jiří Bednář...
- Carlo Goldoni: Lhář (1964)
- Friedrich Dürrenmatt: Fyzikové (1964)
- Guilherme Figueiredo: Don Juan (československá premiéra – 1964)
- Jiří Voskovec – Jan Werich: Gorila ex Machina (1964)
- Friedrich Dürrenmatt: Fyzikové (1964)
- George Bernard Shaw: Pygmalion (1964)
- Gabriela Zapolska: Morálka paní Dulské (1965)
- Oscar Wilde: Jak je důležité míti Filipa (1965)
- Karel Čapek: Loupežník (1965)
- Alfred de Musset: Se srdcem divno hrát (1965)
- Aldo de Benedetti: Dva tucty rudých růží (1965)
- Bertolt Brecht – úprava Jan Werich: Husaři (1965)
- John Patrick: Vrazi a slečna Opala (1965)
- Václav Kliment Klicpera: Hadrián z Římsů (1966)
- Fritz Hochwälder: Tlustý anděl z Rouenu (1966)